# Suzanne Lenglen
Suzanne Rachel Flore Lenglen (n. 24 mai 1899, Paris, Île-de-France, Franța – d. 4 iulie 1938, Paris, Île-de-France, Franța) a fost o jucătoare de tenis franceză care a câștigat 31 de competiții feminine (simplu, dublu și dublu mixt) la turneele de Mare Șlem desfășurate între 1914 și 1926. A dominat tenisul feminin din 1914 până în 1926 când a devenit sportivă profesionistă. Atletă cu un stil de joc foarte agresiv, ea a fost prima vedetă internațională a tenisului feminin, fiind supranumită La Divine (Divina) de către presa franceză. A câștigat de șase ori competiția feminină a turneului de tenis de la Paris (cunoscut astăzi sub numele de Roland Garros) (1920, 1921, 1922, 1923, 1925, 1926) și de șase ori competiția feminină a turneului de tenis de la Wimbledon (1919, 1920, 1921, 1922, 1923, 1925) și a obținut medalia olimpică de aur la competiția de tenis feminin de la Jocurile Olimpice de vară de la Anvers din 1920. 
Recordurile deținute de ea: 241 de titluri de campioană, 181 de victorii consecutive și raportul victorii-înfrângerii de 341-7 (98%) nu sunt nici astăzi depășite. Lenglen este considerată de unii istorici sportivi drept cea mai mare jucătoare de tenis din istorie. Cel de-al doilea teren principal al complexului de tenis Roland Garros din Paris îi poartă numele.

## Primii ani
Fiica lui  Charles Lenglen și a soției lui, Ana, Suzanne Lenglen a fost născută în Compiègne(în departamentul din oise la 70 km nord de Paris. În tinerețea ei a suferit nenumărate probleme de sănătate, printre care și astma cronică, care a devenit o pacoste pentru ea mai târziu. Pentru că fiica lui a fost foarte delicată și bolnăvicioasă, Charles Lenglen, proprietarul unei companii de transport, a decis că ar fi bine pt ea să joace tenis și să devină mai puternică. Prima ei încercare de a juca a fost în 1910, când a jucat pe terenul din proprietatea familiei, în Marest-șur-Matz. Tânăra fată a fost încântată de joc, iar tatăl ei a decis să o antreneze în continuare. Metodele lui de antrenament includeau exerciții în care tatăl ei punea batiste pe jos spre care ea trebuia să direcționeze mingea.
Doar 4 ani după prima ei lovitură în tenis, Lenglen a jucat în finala campionatului francez din 1914, la vârsta de doar 14 ani. (Competiția a fost deschisă doar pentru membrii cluburilor franceze până în 1925). A pierdut în fața campionului mondial  Marguerite Broquedis, în finalele 5-7, 6-4, 6-3. În același an a câștigat World Hard Court Championships care a fost ținut în Saint-Cloud, în timpul căruia a împlinit vârsta de 15 ani. Izbucnirea primului război mondial de la sfârșitul anului, a oprit cele mai multe competiții naționale și internaționale, iar progresul rapid în carieră a lui Lenglen a trebuit să aștepte 5 ani de zile, până la Wimbledon în 1919.

## Dominarea tenisului feminin
Campionatele franceze nu au fost ținute din nou până în 1920, dar Wimbledon, a fost din nou organizat în 1919. Lenglen a intrat în competiție și o înfruntă pe câștigătoarea a 7 competii,  Dorothea Douglass Chambers, în finală. Meciul care a marcat istoria tenisului a fost ținut în față a 8.000 de spectatori, printre care și regele George V și regina Mary. După împărțirea primelor două seturi, Lenglen conduce în setul final cu 4-1, înainte ca Chambers să-și revină și să conducă cu 6-5. Lenglen salvează punctele de la primul joc, după ce face un truc cu racheta din afară terenul și lovește peste plasă. Lenglen supravetuiește al doilea meci după ce Chambers lovește plasa cu mingea. Lenglen câștigă meciul cu 10-8, 4-6, 9-7. 
Nu doar performanțele ei de pe teren au fost observate. Atrage multă atenție în media după ce apare la Wimbledon cu rochie cu mâinile goale și scurtă până la gambe, în timp ce ceilalți jucători purtau costume ce le acoperea aproape tot corpul. Serioși britanici au fost de asemenea șocați la îndrăzneală franțuzoaicei care de asemenea a băut și cogniac între seturi. 
La olimpiadele de vară din 1920 în Antwerp (Belgia), Lenglen a dominat la dublu în semifinală (jucând cu  Alisabeth d'Ayen) și a câștigat medalia de bronz după ce adversarelele lor s-au retras. 
Din 1919 până în 1925, Lenglen a câștigat fiecare campionat de la Wimbledon, cu excepția anului 1924. Problemele de sănătate și invidia au forțat-o să se retragă după ce a câștigat ultimul ei sfert de finală. Leglen a fost ultima franțuzoaică care a câștigat titlul de la Wimbledon, până în 2006 când a fost câștigat de Amélie Mauresmo. 
Din 1920 până în 1926, Lenglen a câștigat campionatul francez (singur și dublu) de 6 ori (dintre care 3 au fost castgate la World Hard Court Championships). A jucat într-un film instrucțional Tenis și cum să te joci care a fost difuzat la jurnalul de actualități din 1922.

## Eșecul debutului american

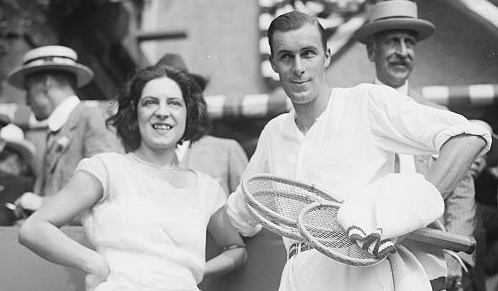
Lenglen cu Bill Tilden

Într-o apariție neprogramată din 1921 la campionatele americane, Lenglen preferă să fie înfrântă decât să se retragă. Ca să strângă fonduri pt reconsrucția regiunilor franceze devastate de primul război mondial, a mers în Statele Unite ca să joace câteva meciuri contra campioanei americane născută în Norvegia,  Molla Bjurstedt Mallory. Lenglen a ajuns în New York ziua înainte de camionat, după un zbor furtunos și întârziat în timpul căruia a fost bolnavă. După sosire, Lenglen a aflat că, fără permisiuea ei, autoritățile campionatului au anunțat participarea ei la campiontele americane. Din cauza presiunii imense din partea publicului, a acceptat să joace cu toate că suferea de o boală care mai târziu a fost diagnosticată ca și tuse convulsivă. Că și concesiune i-o fost dată o zi de recuperare. Spre surprinderea ei, a fost pusă să joace cu Eleanor Gross, o lideră jucătoare americană. Gross nu și-a îndeplinit obligația, lăsând-o pe Lenglen să-i facă față lui Mallory, în a două repriză, ca fiind prima ei adversară.
În meciul lor, Lenglen a pierdut primul set cu 6-2, și tocmai când își revenise în al doilea set, a început să tușească și să îi curgă lacrimile, nemaiputând să continue meciul. Mulțimea și-a bătut joc de ea în timp ce ea părăsea trenul, iar presa americană a criticat-o foarte sever. Partea cea mai proastă a fost când, sub îndrumările doctorului după ce i-a confirmat că suferă de tuse convulsivă, a trebuit să își suspende meciul. Neobișnuită cu un asemenea tratament, Lenglen a mers acasă devastată.  
Odată sănătoasă a început să se pregătească singură pentru revanșă. Anul ce urma să vină, la Wimbledon a bătut-o pe Mallory în doar 26 de minute cu 6-2, 6-0, despre care se spunea că a fost cel mai rapid meci din record. Cele două se întâlnesc din nou după un an, la campionatul din Nice, unde Lenglen îi arată stăpânirile ei asupra sportului, Mallory nereușind să câștige nici măcar un joc.

## Ultimul an de jucătoare amatoare
Ceea ce urmă să devină ultimul ei an jucând ca jucător amator, Lenglen a jucat ceea ce mulți urmau să îl considere că fiind cel mai memorabil meci al ei. În luna februarie a anului 1926, de la Carlton Club din Cannes, a jucat singurul ei meci împotriva lui Helen Wills. Americanca de 20 de ani a fost deja învingătoare de 2 ori și urmă să domineze jocul de femei din 1920 și 1930 în același fe lin care Lenglen la dominat încă din 1919. 
Atenția publicului la întâlnirea din campionatul mondial a fost imensă, iar prețul biletelor a fost foarte mare. Acoperișurile și ferestrele clădirilor din apropiere erau pline cu spectatori. Lenglen se agață de 6-3, 8-6 victorie după ce a fost pe punctul de a pierde de câteva ori.
Conform cu multe autorități, inclusiv Larry Englemann în cartea sa The Goddess and the American Girl: The Story of Suzanne Lenglen and Helen Wills (Zeița și fată americancă: Povestea lui Suzanne Lenglen și Helen Wills), lui Lenglen i-a fost interzis să joace cu Wills de către tatăl sau, și pentru că a fost prima dată când ea nu își ascultă tatăl, noaptea înainte de meci nu a putut să doarmă deloc și era intro stare foarte nervoasă.  
Mai târziu în același an, părea că Lenglen era în drum spre cea de a 7-a victorie de la Wimbledon. Lenglen fără să știe a făcut-o pe regina Mary să o aștepte in loja regală ca să o vadă jucând în jocul de preliminare. Lenglen căruia i sa spus că meciul ei nu o să înceapă până mai târziu, a leșinat la aflarea vestei, care a fost privită de către publicul englez ca și o insultă la adresa monarhiei. Lenglen a renunțat la competiție, care urma să fie ultima ei apariție pe terenurile de la Wimbledon.

## Cariera de jucătoare profesionistǎ
Prima tenismena profesionistă, Lenglen a fost plătită cu 50.000 de dolari de către americanul Charles C. Pyle să facă turul Statelor Unite într-o serie de meciuri împotriva lui Mary K. Browne. Browne, câștigătoarea campionatelor americane din 1912 până în 1914, avea 35 de ani și considerată trecută de vârstă pentru a mai putea juca, chiar dacă a jucat finala franceză puțin mai devreme în același an. (a pierdut meciul cu Lenglen 6-1, 6-0) 
Pentru prima dată în istoria tenisului, meciul de femei a fost știrea principală pe perioada turneului (care includea de asemenea și bărbați). În primul lor meci în New York, Lenglen face o performanță pe care scriitoarea de la ziarul New York Times, Allison Danzig, a lăudat-o ca fiind cea mai mare manifestare de maestru pe teren care s-a văzut vreodată în acestă țară. Pe când turneul a luat sfârșit în februarie 1927, Lenglen a bătut-o pe Browne cu 38 la 0. A fost epuizată după lungul turneu, iar un doctor a sfătuit-o pe Lenglen că trebuie să stea o perioadă lungă de timp departe de joc ca să își revină. 
În schimb, Lenglen a ales să se retragă din tenisul competitiv, ca să conducă o școală de tenis din Paris, pe care a înființat-o cu ajutor și banii iubitului ei Jean Tillier. Școala localizată în apropierea terenurilor Roland Garros, s-a extins încet și a fost recunoscută ca fiind un centru de antrenament federal de către federația franceză de tenis în 1936. În această perioadă, Lenglen a scris de asemenea câteva cărți despre tenis.  
Lenglen a fost criticată foarte mult pentru decizia ei de a încheia profesional, și All England Clubs din Wimbledon au retras onorificul ei în calitate de membru. Lenglen a descris decizia ei ca fiind o scăpare din robie și sclavie și a spus în programul turneului în cei 12 ani în care am fost campioană am câștigat milioane de franci din tenis și am plătit sute de franci pe bilete de intrare...am lucrat la fel de greu în cariera mea ca și oricare alt bărbat sau femei în cariera sa...și în toată viața mea nu am câștigat 5.000 de dolari- nici măcar un cent pentru specialitatea mea, pt studiile mele de o viață-tenis...am 27 de ani și nu sunt sănătoasă. Ar trebui să încep o altă carieră și să o lasă pe cea pt care oamenii m-au numit geniu? Sau ar trebui să zâmbesc la perspectiva de sărăcie și să continui să fac o avere - pentru cine? Cât despre sistemul de tenis amator, Lenglen a spus  sub regulile acestea absurde și demodate, numai o persoană sănătoasă ar putea să concureze, iar de fapt doar persoanele sănătoase concurează. Este corect? Avansează sportul? Face tenisul să fie mai popular- sau tinde să se desființeze și să împiedice un număr enorm de talente care stă liniștit în corpurile bărbaților și al femeilor tinere ar căror nume nu sunt în registrul social?

## După retragere
În iunie 1938 presa franceză a anunțat că Lenglen a fost diagnosticată cu leucemie. După doar 3 săptămâni și-a pierdut vederea. A murit de anemie pernicioasă (dăunătoare) în 4 iulie 1938. Este înmormântată în cimitirul din Saint-Ouen, aproape de Paris.

## Realizări
Conform lui  Wallis Myers de la The Daily Telegraph și Daily Mail, Lenglen a fost plasată în topul primilor 10 jucători din lume în 1921 (atunci a început clasamentul) până în 1926 și a fost jucătoarea numărul 1 în acești ani.  
În timpul carierei sale, Lenglen a câștigat 81 de titluri, dintre care 7 au fost câștigate fără să piardă nici un joc. Prin urmare, a câștigat 73 titluri la dublu și 11 titluri la dublu mixt. A câștigat turneele de la Wimbledon simplu, dublu și dublu mixt, în trei ani diferiți. (1920, 1922, 1925) 
The World Hard Court Championships (WHCC) și the official clay court world championships, au avut loc la Paris (cu excepția unui an,cel de la Bruxelles), care începe în 1912 și durează până prin 1923. Spre deosebire de 1925 Campionatul francez, WHCC a fost intrarea deschisă tuturor naționalităților. Prin urmare, WHCC este precursorul mai de drept și primul care a avut deschisă intrarea la toate naționalitățile din Campionatul francez, care a început în 1925. Pentru a stabili numărul total de titluri de campionat câștigate de Lenglen.Ea are numărul total de victorii în campionat de 31.
La Wimbledon în 1920 și 1921, Lenglen nu a jucat ceea ce s-ar numi final de joc ci o Rundă Challenge. La momentul respectiv, câștigătorea turneului final ar merge să joace un singur meci pentru titlul de campioană împotriva campioanei din anul precedent. Excepția a fost la femei dublu și dublu mixt până în 1924, Campionatul francez a fost deschis numai francezilor. Un turneu separat, The World Hard Court Championships (WHCC), de fapt, sa jucat pe zgura de la Paris sau Bruxelles, a început în 1912 și au fost deschise tuturor naționalităților. Rezultatele din acest turneu sunt prezentate aici pentru 1914 și din 1920, prin 1923. Jocurile Olimpice au înlocuit WHCC în 1924, Jocurile Olimpice au avut loc în Paris. Început în 1925, Campionatul francez a fost deschis la toate naționalitățile, cu rezultatele prezentate aici, începând cu acel an.

## Palmares

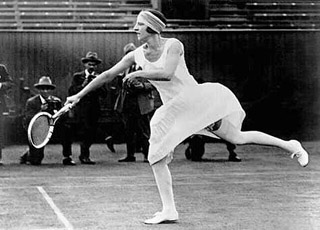
În ciuda stilului aparte ea a fost în același timp un jucator elegant

În ciuda aspectului ei flamboaiant și uneori controversate pe teren, Suzanne Lenglen a fost de asemenea, cunoscută ca o jucătoare foarte grațioasă. 
Înainte de meciurile de tenis feminin a atras interesul micilor fani, care sau schimbat rapid după acesta. Acesta a devenit sportul ei și cea mai mare pasiune. Adepții de tenis și noii fani mergeau până în Droves pentru a cumpăra bilete la meciurile ei.  Ea a fost un jucător pasionat al cărei intensitate pe teren ar putea duce la multe lacrimi. Dar pentru toate calitățile ei, ea a fost un jucător talentat și genial care a folosit extrem de agil jocul de picioare, viteză și o precizie mortală să domine jocurile de tenis feminin de peste șapte ani. Ele joacă excelent și introducerea de glamour la terenul de tenis a crescut interesul în tenisul feminin, femeile și sportul în general. 
În 1997, având a doua apariție la Roland Garros Stadium, Openu-l Francez , a fost redenumit Court Suzanne Lenglen în onoarea ei. Patru ani mai târziu, Federația franceză de tennis a organizat prima cupă numită după ea, pentru femei în vârstă de peste 35 de ani. Primul s-a jucat în Franța, acum este un eveniment anual și a avut loc într-o altă țară în fiecare an.
Lenglen, care a fost aleasă în International Tennis Hall of Fame în 1978 , continuă să fie denumită de mulți ani ca fiind unul dintre cei mai buni jucători de tenis din istorie. De exemplu, All England Lawn Tennis Club și crochet, organizator al Campionatelor Wimbledon, ei se clasează printre primii cinci campioni la Wimbledon.

## Legături externe
- Suzanne Lenglen la Internet Movie Database
- Profil la tennisfame.com
- Profil pe site-ul oficial al Wimbledonului